# Lilian Eymeric
 (avril 2025).
 (avril 2025).
 (avril 2025).
 (avril 2025).
La mise en forme du texte ne suit pas les recommandations de Wikipédia : il faut le « wikifier ».
Les points d'amélioration suivants sont les cas les plus fréquents :
- Les titres sont pré-formatés par le logiciel. Ils ne sont ni en capitales, ni en gras.
- Le texte ne doit pas être écrit en capitales (les noms de famille non plus), ni en gras, ni en italique, ni en « petit »…
- Le gras n'est utilisé que pour surligner le titre de l'article dans l'introduction, une seule fois.
- L'italique est rarement utilisé : mots en langue étrangère, titres d'œuvres, noms de bateaux, etc.
- Les citations ne sont pas en italique mais en corps de texte normal. Elles sont entourées par des guillemets français : « et ».
- Les listes à puces sont à éviter, des paragraphes rédigés étant largement préférés. Les tableaux sont à réserver à la présentation de données structurées (résultats, etc.).
- Les appels de note de bas de page (petits chiffres en exposant, introduits par l'outil «  Source ») sont à placer entre la fin de phrase et le point final[comme ça].
- Les liens internes (vers d'autres articles de Wikipédia) sont à choisir avec parcimonie. Créez des liens vers des articles approfondissant le sujet. Les termes génériques sans rapport avec le sujet sont à éviter, ainsi que les répétitions de liens vers un même terme.
- Les liens externes sont à placer uniquement dans une section « Liens externes », à la fin de l'article. Ces liens sont à choisir avec parcimonie suivant les règles définies. Si un lien sert de source à l'article, son insertion dans le texte est à faire par les notes de bas de page.
- La présentation des références doit suivre les conventions bibliographiques. Il est recommandé d'utiliser les modèles {{Ouvrage}}, {{Chapitre}}, {{Article}}, {{Lien web}} et/ou {{Bibliographie}}. Le mode d'édition visuel peut mettre en forme automatiquement les références.
- Insérer une infobox (cadre d'informations à droite) n'est pas obligatoire pour parachever la mise en page.

Pour une aide détaillée, merci de consulter Aide:Wikification.
Si vous pensez que ces points ont été résolus, vous pouvez retirer ce bandeau et améliorer la mise en forme d'un autre article.
 (avril 2025).
Motif : ne semble pas assez notoire pour avoir une page.
- Archive Wikiwix
- Bing
- Cairn
- DuckDuckGo
- E. Universalis
- Gallica
- Google
- G. Books
- G. News
- G. Scholar
- Persée
- Qwant
- (zh) Baidu
- (ru) Yandex
- (wd) trouver des œuvres sur Wikidata

| 1. | Préciser le motif de la pose du bandeau. | Précisez le motif de la pose du bandeau en utilisant la syntaxe suivante : {{admissibilité à vérifier\|date=mai 2025\|motif=remplacez ce texte par le motif}}                       |
| 2. | Informer les utilisateurs concernés.     | Pensez à avertir le créateur de l'article, par exemple, en insérant le code ci-dessous sur sa page de discussion : {{subst:avertissement admissibilité à vérifier\|Lilian Eymeric}} |

Lilian Eymeric est un nageur d'endurance français, ancien sapeur-pompier professionnel, installé depuis 2013 à l’Île Maurice. Il est notamment connu pour avoir établi en 2016 le **record mondial de nage en eau libre** en reliant l’île Maurice à La Réunion à la nage, sur une distance de 236 km.

## Biographie
Originaire du département du Vaucluse, Lilian Eymeric naît en 1968. Il exerce comme sapeur-pompier jusqu’en 2012. Il participe notamment à une mission de secours en Haïti après le tremblement de terre de 2010, une expérience marquante qui le pousse à quitter son métier et sa vie en France. 
Peu avant son départ, il est victime d’un tir par balle alors qu’il circule à vélo dans le Gard ; blessé sans raison apparente, il s’en sort indemne.
En 2013, il s’installe définitivement à l’Île Maurice pour démarrer une nouvelle vie et se lance dans les sports d’endurance, notamment les compétitions Ironman.

## Record mondial de nage en eau libre (2016)
Le 16 novembre 2016, Lilian Eymeric réalise un exploit jamais accompli : il relie **l’île Maurice à l’île de La Réunion à la nage**, sur une distance de **236 kilomètres** parcourus en **50 heures**. Il devient ainsi le **nouveau recordman du monde de nage en eau libre**, dépassant le précédent record de 225 km détenu depuis 2006 par le Croate Veljko Rogošić.
La traversée est le fruit d’une **préparation physique et mentale intensive**. Lilian s’entoure d’un staff composé d’experts en physiologie, nutrition et endurance extrême. Il doit notamment s’acclimater à passer plusieurs nuits en mer, au cœur de l’océan Indien.
Pour faire face aux dangers liés aux requins, il conçoit lui-même une **cage anti-requins artisanale** avec l’aide d’un forgeron mauricien. Il ne l’utilise toutefois qu’à partir du deuxième jour, car elle devient obligatoire à l’approche des eaux françaises autour de La Réunion. Le reste du temps, il nage simplement équipé de **bracelets électromagnétiques répulsifs**.
L’ensemble de ce défi est mené au profit de l’association mauricienne **T1 Diams**, qui accompagne les enfants atteints de diabète de type 1.

## Autres exploits
- En 2014, il effectue le **tour de l’île Maurice à la nage** (environ 177 km), toujours pour sensibiliser au diabète infantile.
- En 2019, il entreprend la **traversée du Rhône à la nage**, sur plus de 800 km, de la source en Suisse à l’embouchure en Camargue. Le défi, réalisé en dix jours, vise cette fois à soutenir la lutte contre la mucoviscidose[3].

## Œuvre
- Traverser l’impossible, autoédité (2017). Ce livre retrace ses défis et son parcours de vie. Il est vendu exclusivement à Maurice, et les recettes sont intégralement reversées à l’association T1 Diams.

## Distinctions et records
- **Record mondial de nage en eau libre** (236 km), Maurice – La Réunion, 2016
- Premier homme à avoir traversé le **Rhône à la nage** sur toute sa longueur (812 km), 2019